# Бели Кереш
Бели Кереш или Бели Криш (рум. Crişul Alb, мађ. Fehér-Körös / Фехер-Кереш) је река у Румунији и Мађарској. Извире у планинама Апусени, у области Кришана (Румунија) и тече кроз округ Бихор. Румунију напушта код града Великог Варадина и тече кроз југоисточну Мађарску где се спаја са реком Црни Кереш и заједнички формирају реку Кереш неколико километара од мађарског града Ђуле, тако да мађарски део тока има дужину од свега 9,8 km. Током старије историје дуж тока Белог Кереша простирала се стара Зарандска жупанија.

## Градови
- Кришана
- Брад у Румунији
- Ђула у Мађарској